# Eurysa rubripes
Eurysa rubripes är en insektsart som först beskrevs av Matsumura 1910.  Eurysa rubripes ingår i släktet Eurysa och familjen sporrstritar. Inga underarter finns listade i Catalogue of Life.